# Helena Šťastná
Helena Šťastná (dříve Lukešová, rozená Bübelová, 24. července 1920 Berlín – 11. prosince 2016 Nice) byla česká cestovatelka, grafička, fotografka a amatérská horolezkyně, v letech 1947 až 1953 trvale usazená v Nairobi v Britské koloniální Keni. Roku 1948 vystoupila, mj. spolu s cestovateli Miroslavem Zikmundem a Jiřím Hanzelkou, jako druhá Češka na vrchol Kilimandžára, nejvyšší hory afrického kontinentu.

## Život

### Mládí
Narodila se v Berlíně do rodiny českých přistěhovalců, roku 1937 se rodina přestěhovala zpět do vlasti. Kvůli uzavření vysokých škol v nově zřízeném Protektorátu Čechy a Morava a vypuknutí druhé světové války nemohla nastoupit ke studiu Akademii výtvarných umění, pracovala tak v reklamě. Provdala za motocyklového závodníka Jana Lukeše, žili v Praze. Po seznámení s manželi Stanislavem a Marií Škulinovými, kteří již v minulosti vykonali expedici do Afriky, se oba manželé nadchli pro myšlenku takové výpravy, pomáhali s organizací přednášek Škulinovým a připravovali společně expedici. Roku 1945 však ovdověla, když manžel Jan zahynul během bojů při Pražském povstání.
5. května 1946, symbolicky rok po konci války, vyjeli manželé Škulinovi a Helena Lukešová na dlouho připravovanou expedici do rovníkové Afriky. Následně se usadili v Nairobi, tehdy pod britskou koloniální správou, kde roku 1947 založili reklamní fotoateliér Pegas. Lukešová se zabývala výrobou reklamních poutačů do kin a dalších podniků. Prostřednictvím této instituce pořídila trojice Čechů obsáhlý archiv etnologických fotografií.

### Výstupy na Kilimandžáro

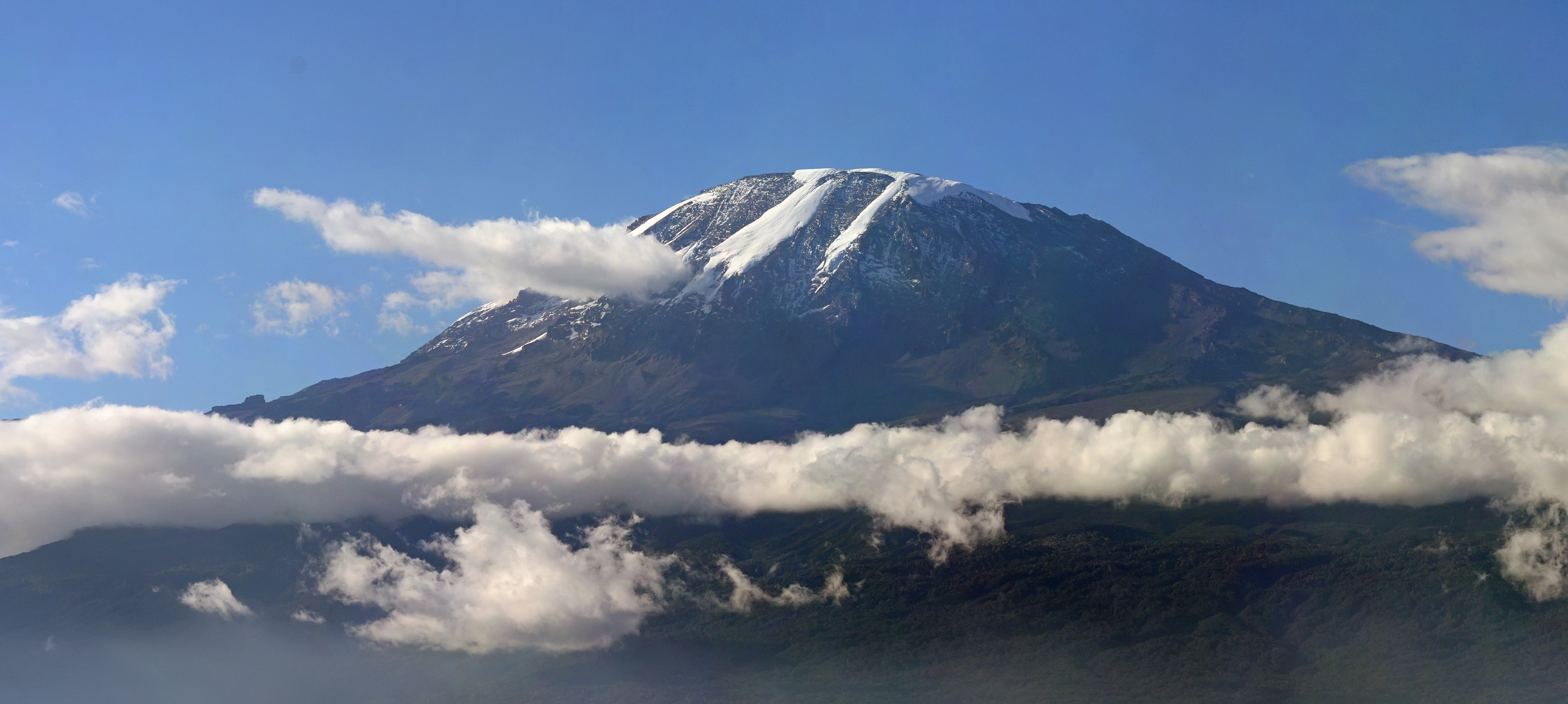
Kilimandžáro z pohledu od města Moshi

Zakladatelé Pegasu se koncem roku 1947 seznámili s československými cestovateli Miroslavem Zikmundem a Jiřím Hanzelkou, kteří se s nimi setkali na jejich výpravě po Africe s automobilem Tatra T 87. Spolu s nimi a dcerou české v Tanganice usazené rodiny Rúth Lányové vystoupili 28. ledna 1948 na vrchol hory Kilimandžáro, společně pak na vrcholu vztyčili československou vlajku. Lukešová tak vrchol zdolala jako v pořadí druhá Češka, právě po první Rúth Lányové, která horu roku 1941 pokořila, rovněž jako první Evropanka. Rodina Lányové při úpatí vlastnila penzion Boarding-Hause, který sloužil jako výchozí stanice pro výstupy na vrchol hory.

### Po roce 1948
Po únorovém komunistickém puči v Československu roku 1948 se Helena a Škulinovi rozhodli natrvalo se usadit v Keni. Helena se následně provdala za Vladimíra Šťastného, zaměstnance afrických filiálek firmy Baťa, se kterým založili rodinu. Roku 1953 se rodina kvůli zaměstnání v továrně Šťastného přestěhovala na Madagaskar, roku 1964 se pak rodina se třemi dětmi přesunula do Nice v jižní Francii.
Po celý život Šťastná udržovala kontakt s Hanzelkou a Zikmundem, posléze opakovaně navštívila jejich domovský Zlín. Řada fotografií ateliéru Pegas byla díky ní přidána do sbírek Archivu Hanzelky a Zikmunda. Snímky byly rovněž opakovaně vystavovány.

### Úmrtí
Helena Šťastná zemřela začátkem prosince 2016 v Nice ve věku 96 let.

## Dílo
- Africký deník Heleny Šťastné-Bübelové (2001)[2]